# 安井郁
安井郁（日语：／ Yasui Kaoru */?，1907年4月25日—1980年3月2日），男，日本国际法学家，和平运动家。法政大学名誉教授，国際法学会理事长。
他曾积极参加日本争取禁止热核武器、争取撤除美国在日军事基地的运动。

## 生平
大阪府門真市出身。1930年毕业于东京帝国大学。与服部良一是同学。第二次世界大战期间，担任东京帝国大学法学院教授，与京都大学的田畑茂二郎教授提倡「大东亚国際法」。然而根据1947年驻日盟军总司令部的决定，他于1948年被东京大学公职追放。随后，他又历任神奈川大學和法政大學教授。1953年还担任过东京都杉並區公民馆长兼图书馆长。
受1954年3月1日比基尼环礁核试验的影响，日本第五福龍丸渔船船员被辐射感染。他以此事为契机，成立了反核運動组织，同年担任禁止原子弹和氢弹签名运动全国协议会事务局长，在日本全国各地收集要求禁止原子弹和氢弹的签名。
1955年6月，跟随日本代表团在赫尔辛基出席了世界和平大会。同年8月6日，在广岛和平纪念公园举行的第一届禁止原子弹氢弹世界大会开幕，安井郁在大会上报告了各国反对原子武器和氢武器运动的情况。年底成立了日本禁止原子弹和氢弹协议会，安井郁担任事务总长（理事长）。1956年8月在长崎举行了第二届禁止原子弹氢弹世界大会，安井郁担任大会实行委员会秘书长。1957年6月，跟随日本代表团赴科伦坡出席世界和平理事会全体会议。8月，担任东京第三届禁止原子弹氢弹和争取裁军世界大会议程委员会主席。
1958年5月29日，荣获列宁和平奖。9月赴苏联领奖，与赫鲁晓夫会谈。1959年2月，1960年2月，1961年1月，1962年1月，访华。
1963年，由于右翼社会民主主义者的分裂活动，他于5月宣布辞职。
1970年代，他开始研究朝鲜的主体思想。支持朝鲜与韩国于1972年7月4日缔结的南北共同声明。1972年9月5日，在东京参与日朝文化交流协会的成立。之后曾经担任主体思想国际研究所第一任理事长。
1978年退休。1980年因胰腺癌去世。

## 家庭
夫人安井田鹤子也是反核运动家。女儿安井侑子为苏联/俄罗斯文学研究家。曾随父访华。